# Catoodden
Catoodden ist eine Landspitze, die den südwestlichen Ausläufer der Bouvetinsel im Südatlantik bildet. Sie trennt die Esmarch-Küste im Norden von der Vogt-Küste im Osten.
Eine erste grobe Kartierung wurde von der deutschen Valdivia-Expedition (1898–1899) unter Leitung des Zoologen und Tiefseeforschers Carl Chun vorgenommen. Eine neuerliche Kartierung erfolgte im Dezember 1927 bei der Forschungsfahrt der Norvegia unter Kapitän Harald Horntvedt (1879–1946). Dieser nahm auch die Benennung vor, deren weiterer Hintergrund nicht überliefert ist.